# Nghệ An
Nghệ An là một tỉnh ven biển gần cực bắc vùng Bắc Trung Bộ, miền Trung của Việt Nam và trước đây là tỉnh có diện tích lớn nhất cả nước. Trung tâm hành chính của tỉnh là phường Trường Vinh, trước đây là trung tâm của thành phố Vinh. Theo dữ liệu Sáp nhập tỉnh, thành Việt Nam 2025, 	Nghệ An	có diện tích: 	16.487	km²,	xếp thứ	4; dân số:	3.831.694	người,	xếp thứ	13; GRDP 2024: 	216.943.727	triệu VNĐ, xếp thứ	20; thu ngân sách 2024:	25.443.225	triệu VNĐ, xếp thứ	17; thu nhập bình quân:	55,40	triệu VNĐ/năm, 	xếp thứ	19.

## Lịch sử

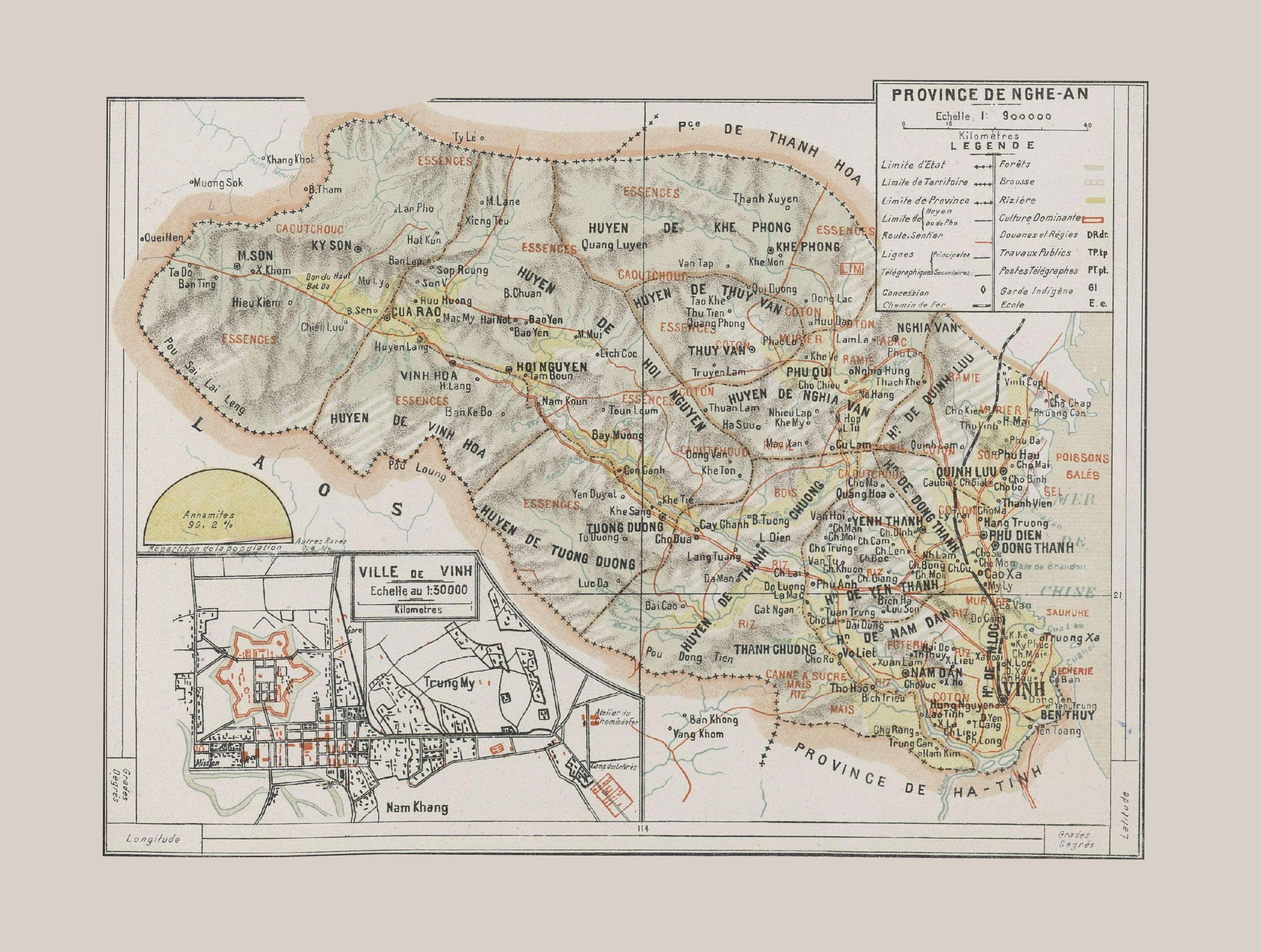
Bản đồ tỉnh Nghệ An năm 1909

Theo lịch sử, Nghệ An từng là thủ đô của 2 triều đại trong lịch sử Việt Nam:
Năm 670 – 723, Mai Thúc Loan là vị vua lãnh đạo cuộc khởi nghĩa đóng kinh đô ở Hoan Châu, Nghệ An làm kinh đô để kháng chiến chống giặc.
Năm 1788, Quang Trung truyền chiếu chỉ cho la sơn phu tử Nguyễn Thiếp xây dựng Thủ đô của nhà Tây Sơn đặt tại Nghệ An.
Năm 1991, tỉnh Nghệ Tĩnh tách ra thành Nghệ An và Hà Tĩnh. Khi tách ra, tỉnh Nghệ An có 18 đơn vị hành chính gồm thành phố Vinh (tỉnh lỵ) và 17 huyện: Anh Sơn, Con Cuông, Diễn Châu, Đô Lương, Hưng Nguyên, Kỳ Sơn, Nam Đàn, Nghi Lộc, Nghĩa Đàn, Quế Phong, Quỳ Châu, Quỳ Hợp, Quỳnh Lưu, Tân Kỳ, Thanh Chương, Tương Dương, Yên Thành.
Ngày 13 tháng 8 năm 1993, thành phố Vinh được công nhận là đô thị loại II.
Ngày 29 tháng 8 năm 1994, thành lập thị xã Cửa Lò trên cơ sở tách 1 phần diện tích và dân số của huyện Nghi Lộc.
Ngày 15 tháng 11 năm 2007, thành lập thị xã Thái Hòa trên cơ sở tách 1 phần diện tích và dân số của huyện Nghĩa Đàn.
Ngày 5 tháng 9 năm 2008, Thủ tướng Chính phủ ban hành Quyết định số 1210/QĐ-TTg công nhận thành phố Vinh là đô thị loại I.
Ngày 12 tháng 3 năm 2009, Bộ Xây dựng ban hành Quyết định số 234/QĐ-BXD về việc công nhận thị xã Cửa Lò là đô thị loại III.
Ngày 3 tháng 4 năm 2013, thành lập thị xã Hoàng Mai trên cơ sở tách 1 phần diện tích và dân số của huyện Quỳnh Lưu. Từ đó, tỉnh Nghệ An có 1 thành phố, 3 thị xã và 17 huyện.
Ngày 24 tháng 10 năm 2024, Ủy ban Thường vụ Quốc hội ban hành Nghị quyết số 1243/NQ-UBTVQH15 về việc sắp xếp đơn vị hành chính cấp huyện, cấp xã của tỉnh Nghệ An giai đoạn 2023 - 2025. Nghị quyết này có hiệu lực thi hành từ ngày 01 tháng 12 năm 2024:
- Điều chỉnh một phần diện tích và dân số của thành phố Vinh và huyện Nghi Lộc
- Sáp nhập thị xã Cửa Lò vào thành phố Vinh.

Tỉnh Nghệ An có 1 thành phố, 2 thị xã và 17 huyện cho tới ngày 01 tháng 7 năm 2025 thì được sắp xếp lại để có 130 đơn vị hành chính cấp xã 11 phường và 119 xã theo Nghị quyết số 1678/NQ-UBTVQH15.

## Địa lý

Địa giới tỉnh Nghệ An dưới thời vua Minh Mạng (năm 1838).

Trung tâm hành chính của tỉnh là thành phố Vinh, nằm cách thủ đô Hà Nội 291 km về phía nam.
- Phía đông giáp Vịnh Bắc Bộ
- Phía tây giáp tỉnh Hủa Phăn, Xiêng Khoảng và tỉnh Bolikhamsai, Lào
- Phía nam giáp tỉnh Hà Tĩnh
- Phía bắc giáp tỉnh Thanh Hóa.

Diện tích của tỉnh khoảng 16.486,49 km².

Tỉnh có địa hình núi, trung du, đồng bằng và ven biển. Phía Tây là dãy núi Bắc Trường Sơn. Tỉnh có 10 huyện miền núi, trong số đó 5 huyện là miền núi "cao".

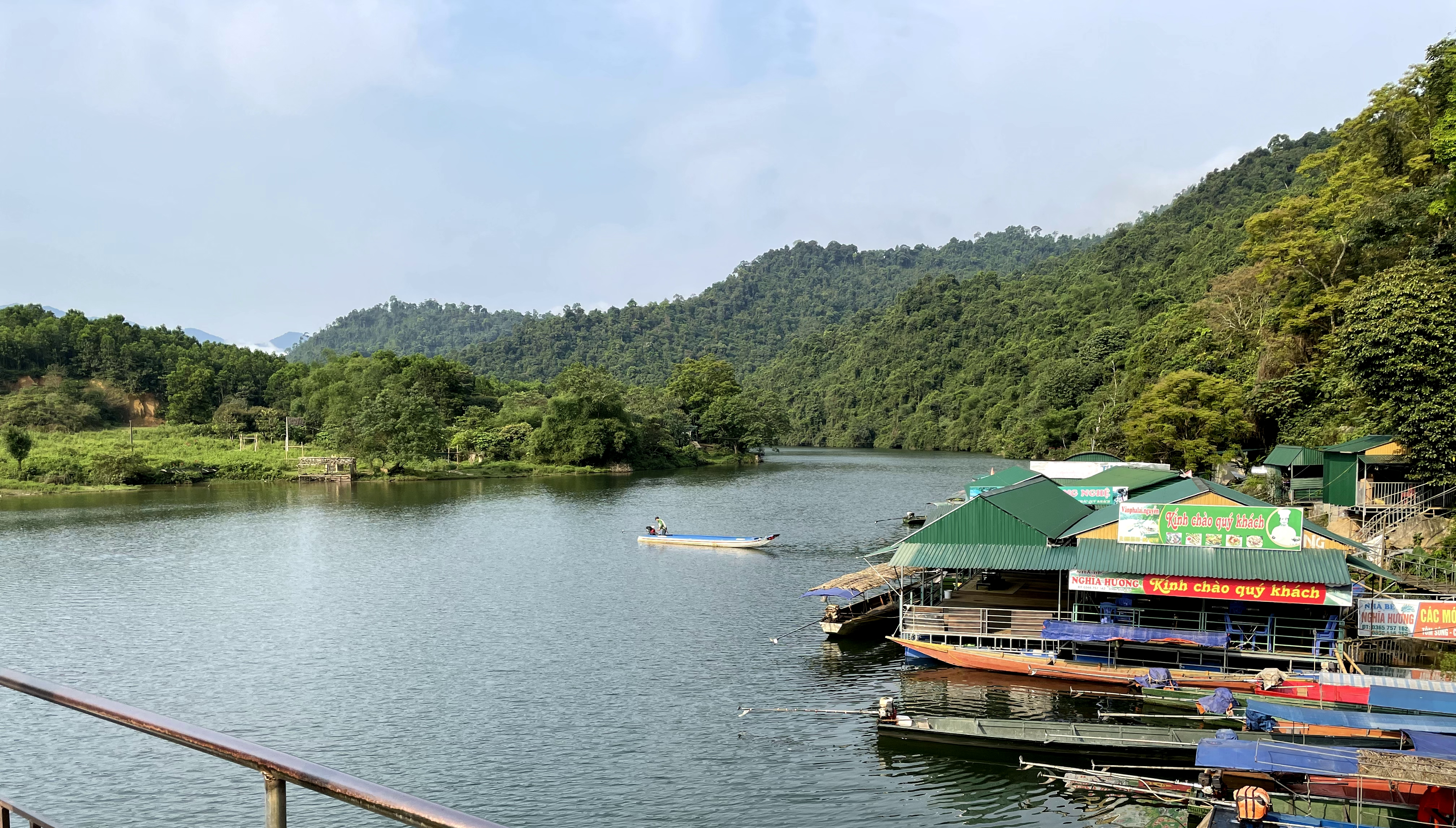
Sông Giăng trong KDL sinh thái Pha Lài, nằm trong vườn quốc gia Pù Mát

## Hành chính

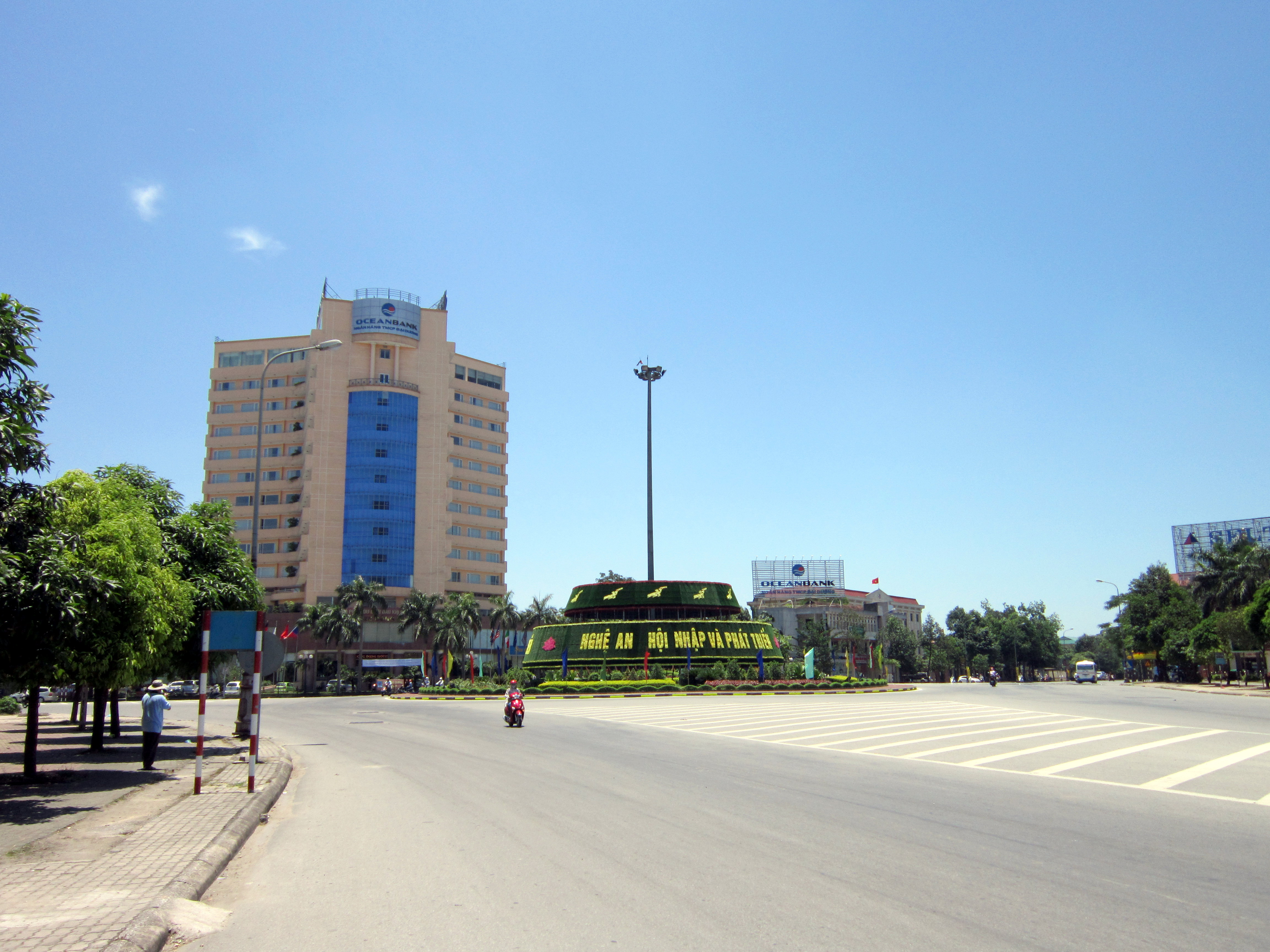
Đầu đường Trần Phú, thành phố Vinh

Tỉnh Nghệ An có 130 đơn vị hành chính cấp xã, gồm 11 phường và 119 xã.
| Tên          | Diện tích (km²) | Dân số (người) |
| ------------ | --------------- | -------------- |
| Phường (11)  |                 |                |
| Cửa Lò       | 29,09           | 64.760         |
| Hoàng Mai    | 79,67           | 44.474         |
| Quỳnh Mai    | 40,50           | 57.988         |
| Tân Mai      | 51,61           | 33.894         |
| Tây Hiếu     | 43,96           | 24.698         |
| Thái Hòa     | 27,09           | 26.916         |
| Thành Vinh   | 15,54           | 123.507        |
| Trường Vinh  | 34,22           | 141.477        |
| Vinh Hưng    | 25,47           | 60.159         |
| Vinh Lộc     | 38,86           | 68.086         |
| Vinh Phú     | 23,04           | 74.473         |
| Xã (119)     |                 |                |
| An Châu      | 34,87           | 43.437         |
| Anh Sơn      | 196,65          | 29.539         |
| Anh Sơn Đông | 65,85           | 16.214         |
| Bạch Hà      | 79,28           | 39.332         |
| Bạch Ngọc    | 72,20           | 29.021         |
| Bắc Lý       | 109,17          | 5.552          |
| Bích Hào     | 147,06          | 33.960         |
| Bình Chuẩn   | 182,19          | 4.638          |
| Bình Minh    | 91,08           | 37.031         |
| Cam Phục     | 162,43          | 7.412          |
| Cát Ngạn     | 59,28           | 22.995         |
| Châu Bình    | 130,91          | 11.038         |
| Châu Hồng    | 134,05          | 11.809         |
| Châu Khê     | 544,31          | 12.210         |
| Châu Lộc     | 85,69           | 7.234          |
| Châu Tiến    | 247,16          | 18.060         |
| Chiêu Lưu    | 196,93          | 9.797          |
| Con Cuông    | 155,45          | 26.043         |
| Diễn Châu    | 22,21           | 63.294         |
| Đại Đồng     | 77,87           | 63.131         |

| Tên             | Diện tích (km²) | Dân số (người) |
| --------------- | --------------- | -------------- |
| Đại Huệ         | 36,11           | 24.441         |
| Đô Lương        | 50,06           | 61.960         |
| Đông Hiếu       | 63,87           | 28.634         |
| Đông Lộc        | 29,32           | 31.219         |
| Đông Thành      | 30,20           | 46.116         |
| Đức Châu        | 20,97           | 40.899         |
| Giai Lạc        | 88,58           | 35.783         |
| Giai Xuân       | 121,55          | 14.160         |
| Hải Châu        | 29,13           | 43.155         |
| Hải Lộc         | 41,25           | 21.940         |
| Hạnh Lâm        | 274,57          | 13.699         |
| Hoa Quân        | 107,67          | 32.149         |
| Hợp Minh        | 54,75           | 46.942         |
| Hùng Chân       | 351,87          | 12.664         |
| Hùng Châu       | 69,11           | 55.583         |
| Huồi Tụ         | 109,03          | 5.177          |
| Hưng Nguyên     | 46,14           | 53.144         |
| Hưng Nguyên Nam | 35,77           | 36.632         |
| Hữu Khuông      | 263,79          | 2.939          |
| Hữu Kiệm        | 188,97          | 12.609         |
| Keng Đu         | 98,24           | 5.098          |
| Kim Bảng        | 183,26          | 27.936         |
| Kim Liên        | 61,08           | 55.471         |
| Lam Thành       | 39,67           | 31.247         |
| Lượng Minh      | 227,97          | 5.322          |
| Lương Sơn       | 47,39           | 26.494         |
| Mậu Thạch       | 164,26          | 13.200         |
| Minh Châu       | 39,68           | 44.358         |
| Minh Hợp        | 159,97          | 21.276         |
| Môn Sơn         | 529,42          | 18.836         |
| Mường Chọng     | 173,65          | 11.291         |
| Mường Ham       | 160,35          | 14.257         |
| Mường Lống      | 148,31          | 5.649          |

| Tên         | Diện tích (km²) | Dân số (người) |
| ----------- | --------------- | -------------- |
| Mường Quàng | 342,15          | 17.917         |
| Mường Típ   | 217,66          | 6.412          |
| Mường Xén   | 182,49          | 10.396         |
| Mỹ Lý       | 211,03          | 5.861          |
| Na Loi      | 141,86          | 4.321          |
| Na Ngoi     | 341,25          | 9.536          |
| Nam Đàn     | 67,60           | 24.489         |
| Nậm Cắn     | 147,70          | 8.694          |
| Nga My      | 302,52          | 8.467          |
| Nghi Lộc    | 33,31           | 46.022         |
| Nghĩa Đàn   | 47,32           | 19.670         |
| Nghĩa Đồng  | 72,43           | 20.195         |
| Nghĩa Hành  | 112,00          | 22.312         |
| Nghĩa Hưng  | 68,65           | 25.459         |
| Nghĩa Khánh | 77,72           | 25.653         |
| Nghĩa Lâm   | 121,75          | 23.753         |
| Nghĩa Lộc   | 62,93           | 25.007         |
| Nghĩa Mai   | 146,99          | 17.844         |
| Nghĩa Thọ   | 92,19           | 21.391         |
| Nhân Hòa    | 86,88           | 22.626         |
| Nhôn Mai    | 310,26          | 7.060          |
| Phúc Lộc    | 70,50           | 28.236         |
| Quan Thành  | 37,71           | 29.973         |
| Quảng Châu  | 26,40           | 37.434         |
| Quang Đồng  | 75,61           | 22.364         |
| Quế Phong   | 276,57          | 22.834         |
| Quỳ Châu    | 327,53          | 23.094         |
| Quỳ Hợp     | 90,07           | 36.929         |
| Quỳnh Anh   | 39,80           | 60.329         |
| Quỳnh Lưu   | 40,55           | 73.584         |
| Quỳnh Phú   | 33,48           | 72.062         |
| Quỳnh Sơn   | 61,21           | 36.834         |
| Quỳnh Tam   | 103,40          | 35.568         |

| Tên            | Diện tích (km²) | Dân số (người) |
| -------------- | --------------- | -------------- |
| Quỳnh Thắng    | 107,99          | 15.313         |
| Quỳnh Văn      | 53,35           | 42.927         |
| Sơn Lâm        | 162,94          | 12.331         |
| Tam Đồng       | 53,38           | 26.382         |
| Tam Hợp        | 135,97          | 42.628         |
| Tam Quang      | 507,95          | 13.013         |
| Tam Thái       | 356,01          | 7.730          |
| Tân An         | 90,41           | 22.775         |
| Tân Châu       | 64,60           | 33.073         |
| Tân Kỳ         | 116,50          | 32.974         |
| Tân Phú        | 93,32           | 28.878         |
| Thần Lĩnh      | 44,69           | 21.718         |
| Thành Bình Thọ | 88,18           | 12.021         |
| Thiên Nhẫn     | 70,81           | 40.885         |
| Thông Thụ      | 706,75          | 8.481          |
| Thuần Trung    | 49,26           | 40.317         |
| Tiên Đồng      | 119,62          | 19.663         |
| Tiền Phong     | 319,02          | 14.494         |
| Tri Lễ         | 243,95          | 14.432         |
| Trung Lộc      | 31,35           | 31.182         |
| Tương Dương    | 330,95          | 18.479         |
| Vạn An         | 56,37           | 44.830         |
| Văn Hiến       | 55,53           | 39.144         |
| Văn Kiều       | 63,46           | 28.341         |
| Vân Du         | 84,30           | 25.868         |
| Vân Tụ         | 48,73           | 43.922         |
| Vĩnh Tường     | 76,44           | 24.810         |
| Xuân Lâm       | 60,88           | 40.624         |
| Yên Hòa        | 211,01          | 8.418          |
| Yên Na         | 297,32          | 9.530          |
| Yên Thành      | 38,13           | 47.780         |
| Yên Trung      | 37,74           | 26.239         |
| Yên Xuân       | 90,41           | 27.707         |

## Dân cư
| TT | Đơn vị hành chính  | Dân số (người) | Dân số (người) | Mật độ dân số (người/km²) | Mật độ dân số (người/km²) |
|    |                    | 2009           | 2019           | 2009                      | 2019                      |
|    | Tổng               | 2.912.041      | 3.327.791      | 177                       | 202                       |
| 1  | Thành phố Vinh     | 303.714        | 339.114        | 2.893                     | 3.230                     |
| 2  | Thị xã Thái Hoà    | 59.962         | 66.127         | 444                       | 490                       |
| 3  | Huyện Quế Phong    | 62.129         | 71.940         | 33                        | 38                        |
| 4  | Huyện Quỳ Châu     | 52.637         | 57.813         | 50                        | 55                        |
| 5  | Huyện Kỳ Sơn       | 69.524         | 80.288         | 33                        | 38                        |
| 6  | Huyện Tương Dương  | 72.405         | 77.830         | 26                        | 28                        |
| 7  | Huyện Nghĩa Đàn    | 122.303        | 140.515        | 198                       | 228                       |
| 8  | Huyện Quỳ Hợp      | 116.554        | 134.154        | 124                       | 143                       |
| 9  | Huyện Quỳnh Lưu    | 251.694        | 276.259        | 571                       | 627                       |
| 10 | Huyện Con Cuông    | 64.240         | 75.168         | 37                        | 43                        |
| 11 | Huyện Tân Kỳ       | 129.301        | 147.257        | 178                       | 203                       |
| 12 | Huyện Anh Sơn      | 99.357         | 116.922        | 164                       | 193                       |
| 13 | Huyện Diễn Châu    | 266.447        | 312.506        | 868                       | 1.018                     |
| 14 | Huyện Yên Thành    | 257.747        | 301.635        | 471                       | 551                       |
| 15 | Huyện Đô Lương     | 183.584        | 213.543        | 516                       | 601                       |
| 16 | Huyện Thanh Chương | 211.204        | 240.808        | 187                       | 214                       |
| 17 | Huyện Nghi Lộc     | 184.148        | 218.005        | 533                       | 630                       |
| 18 | Huyện Nam Đàn      | 149.826        | 164.634        | 513                       | 564                       |
| 19 | Huyện Hưng Nguyên  | 110.451        | 124.245        | 693                       | 780                       |
| 20 | Thị xã Hoàng Mai   | 94.337         | 113.360        | 549                       | 660                       |

Tính đến ngày 1 tháng 4 năm 2019, toàn tỉnh có 11 tôn giáo khác nhau đạt 287.232 người, nhiều nhất là Công giáo có 287.064 người, tiếp theo là Phật giáo có 1.079 người. Còn lại các tôn giáo khác như đạo Tin Lành có 58 người, Hồi giáo có 12 người, Minh Lý đạo có 5 người, Phật giáo Hòa Hảo, đạo Cao Đài, Tịnh độ cư sĩ Phật hội Việt Nam mỗi tôn giáo có 3 người, Minh Sư đạo, Baha'i giáo mỗi tôn giáo có 2 người và 1 người theo Tứ Ân Hiếu Nghĩa.

## Kinh tế – xã hội
Năm 2019, GRDP toàn tỉnh tăng trưởng 9,03% so với năm 2018, GRDP thực tế đạt 88.258 tỉ đồng, cơ cấu kinh tế chuyển dịch đúng hướng. Thu ngân sách ước đạt 15.500 tỷ đồng, đạt 114,8% dự toán và tăng 10,2% so với thực hiện năm 2018. Chi ngân sách năm 2019 ước đạt 24.945,44 tỷ đồng, đạt 102,5% dự toán.
Năm 2018, Nghệ An là đơn vị hành chính Việt Nam đông thứ 4 về số dân, xếp thứ 10 về Tổng sản phẩm trên địa bàn (GRDP), xếp thứ 54 về GRDP bình quân đầu người, đứng thứ 19 về tốc độ tăng trưởng GRDP. Với 3.157.100 người dân, số liệu kinh tế - xã hội thống kê GRDP đạt 115.676 tỉ Đồng (tương ứng với 5,0240 tỉ USD), GRDP bình quân đầu người đạt 36,64 triệu đồng (tương ứng với 1.591 USD), tốc độ tăng trưởng GRDP đạt 8,77%.

### Công nghiệp
Hiện nay ngành công nghiệp của Nghệ An tập trung phát triển ở 3 khu vực là Vinh - Cửa Lò gắn với Khu kinh tế Đông Nam, Khu vực Hoàng Mai và khu vực Phủ Quỳ. Phấn đấu phát triển nhiều ngành công nghiệp có thế mạnh như các ngành chế biến thực phẩm - đồ uống, chế biến thủy hải sản, dệt may, vật liệu xây dựng, cơ khí, sản xuất đồ thủ công mỹ nghệ, chế tác đá mỹ nghệ, đá trang trí, sản xuất bao bì, nhựa, giấy... Trong bảng xếp hạng về Chỉ số năng lực cạnh tranh cấp tỉnh của Việt Nam năm 2014, tỉnh Nghệ An xếp ở vị trí thứ 28/63 tỉnh thành.
GDP 2014 đạt gần 8%.
Thu nhập bình quân đầu người 2019 dự kiến sẽ đạt khoảng 1.685 USD/người, tương đương khoảng 38,5 triệu đồng/người. Tuy nhiên, khoảng cách thu nhập không đồng đều, thành phố Vinh là trên 3.600 USD/người, các huyện Diễn Châu, Nghi Lộc, Quỳnh Lưu,... có mức dao động khoảng từ 1.800 - 2.500 USD/người, nhưng các huyện miền núi phía Tây lại rất thấp, có huyện dưới 1.000 USD/người.

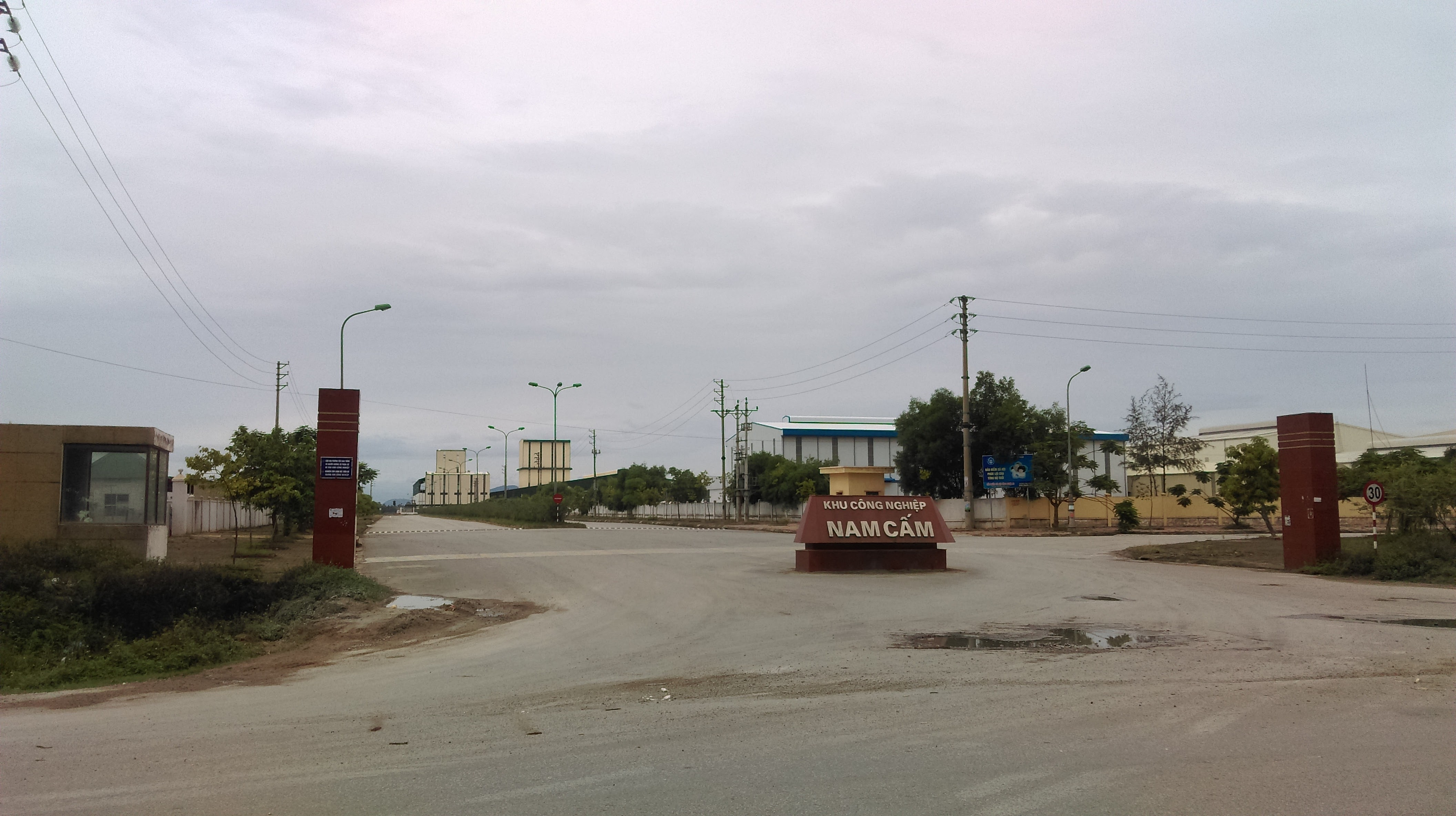
Khu Công nghiệp Nam Cấm (2016), huyện Nghi Lộc.

Hiện nay, trên địa bàn tỉnh Nghệ An các khu công nghiệp sau:
- Khu kinh tế Đông Nam
- Khu công nghiệp đô thị Việt Nam Singapore VSIP Nghệ An 1, 2
- Khu công nghiệp Bắc Vinh
- Khu công nghiệp Nam Cấm
- Khu công nghiệp Nghi Phú
- Khu công nghiệp Hưng Đông
- Khu công nghiệp Cửa Lò
- Khu công nghiệp Hoàng Mai 1, 2
- Khu công nghiệp Đông Hồi
- Khu công nghiệp Phủ Quỳ
- Khu công nghiệp Tân Thắng
- khu công nghiệp Diễn Hồng - Diễn Châu
- Khu công nghiệp Hưng Lộc
- Khu công nghiệp WHA Nghệ An
- Khu công nghiệp Thọ Lộc - Diễn Châu

### Du lịch

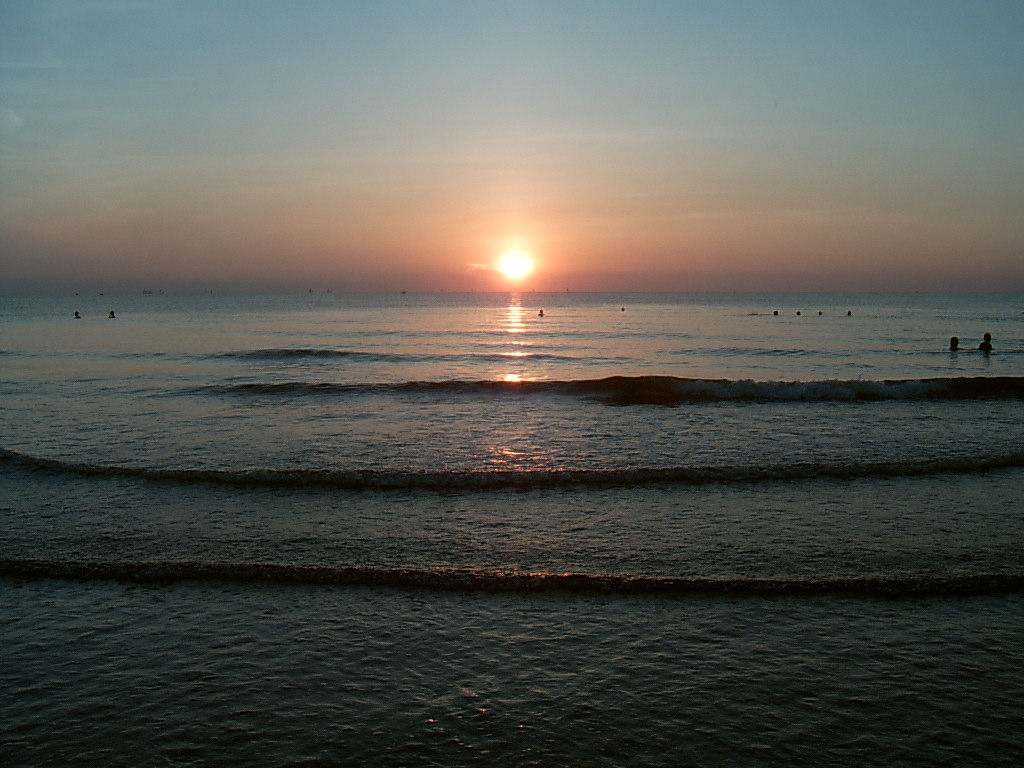
Bình minh trên bãi biển Cửa Lò

Có bãi tắm Cửa Lò là khu nghỉ mát; Khu du lịch biển diễn Thành, huyện Diễn Châu - một bãi biển hoang sơ và lãng mạn; khu di tích Hồ Chí Minh, khu di tích đền Cuông. Năm 2008, Khu du lịch Bãi Lữ được đưa vào khai thác.
Nghệ An là xứ sở của những lễ hội cổ truyền diễn ra trên sông nước như lễ hội Cầu Ngư, Rước hến, Đua thuyền... Lễ hội làm sống lại những kỳ tích lịch sử được nâng lên thành huyền thoại, giàu chất sử thi, đậm đà tính nhân văn như lễ hội đền Cuông, lễ hội Đền Thái Sư Cương Quốc Công Nguyễn Xí, lễ hội đền thờ Hồ Hưng Dật gọi tắt Lễ hội đền Vua Hồ, Lễ hội Cầu Ngư Diễn Châu , Lễ hội Phượng Hoàng Trung Đô vinh đền Thờ vua Nguyễn Huệ, lễ hội đền Khai Long, lễ hội làng Vạn Lộc, lễ hội làng Sen, lễ hội đền Quả Sơn, Lễ hội đền cờn, Lễ hội đền Hoàng Mười. Miền núi có các lễ hội như Hang Bua, lễ hội Xàng Khan, lễ Mừng nhà mới, lễ Uống rượu cần. Lễ hội Đền Tiên Đô (Tiên Đô Miếu) ở Đặng Sơn vào lễ khai hạ mồng 7 tháng giêng và Lễ kỵ nhật 16/6 của 3 thần bản cảnh- Thành Hoàng nơi thờ Phó Quốc vương Mạc Đăng Lượng thượng thượng thượng đẳng thần, Binh nhung Đại tướng Hoàng Trần Ích thượng đẳng thần, Hoàng Bá Kỳ Đoan túc tôn thần.
Nghệ An còn lưu giữ được nhiều di tích văn hoá lịch sử, nhiều danh lam thắng cảnh, lễ hội văn hoá truyền thống - đó là những yếu tố thuận lợi giúp cho du lịch Nghệ An phát triển.
Về du lịch biển, Nghệ An có 82 km bờ biển với nhiều bãi tắm đẹp hấp dẫn khách du lịch quốc tế như bãi biển Cửa Lò, Cửa Hội; Nghi Thiết, Bãi Lữ (Nghi Lộc), Quỳnh Bảng, Quỳnh Nghĩa (Quỳnh Lưu), Quỳnh Phương (Hoàng Mai), Diễn Thành (Diễn Châu). Đồng thời Nghệ An rất có lợi thế phát triển du lịch văn hóa. Hiện nay Nghệ An có trên 1 ngàn di tích lịch sử văn hóa, trong đó có gần 200 di tích lịch sử văn hoá được xếp hạng, đặc biệt là Khu di tích Kim Liên, quê hương của chủ tịch Hồ Chí Minh, hàng năm đón xấp xỉ 2 triệu lượt nhân dân và du khách đến tham quan nghiên cứu.
Khu di tích lịch sử Kim Liên, cách trung tâm thành phố Vinh 12 km về phía Tây Nam, là khu di tích tưởng niệm Hồ Chí Minh tại xã Kim Liên, huyện Nam Đàn. Nơi đây gắn với thời niên thiếu của Hồ Chí Minh và còn lưu giữ những kỷ niệm thuở nhỏ của cậu bé Nguyễn Sinh Cung, những dấu tích và những kỷ vật của gia đình.
Làng Sen, quê nội của Hồ Chí Minh, tên chữ là Kim Liên (bông sen vàng). Làng có nhiều hồ thả sen suốt hai bên đường làng. Ngôi nhà của Hồ Chí Minh sống thuở nhỏ dựng bằng tre và gỗ, 5 gian, lợp tranh. Trong nhà có những đồ dùng giống như các gia đình nông dân: phản gỗ, chõng tre, cái võng gai, bàn thờ... Nhà được dựng năm 1901 do công sức và tiền của dân làng góp lại làm tặng ông Nguyễn Sinh Sắc, cha của Hồ Chí Minh khi ông Sắc đỗ Phó Bảng đem lại vinh dự cho cả làng.
Cách làng Sen 2 km là làng Chùa (tên chữ là Hoàng Trù) - quê ngoại của Hồ Chí Minh - và cũng là nơi ông cất tiếng khóc chào đời, được mẹ nuôi dạy những năm ấu thơ.
Khu du lịch thành phố Vinh nằm ở vị trí giao thông thuận tiện, có quốc lộ 1a và tuyến đường sắt Bắc - Nam chạy qua, có sân bay Vinh nằm cách trung tâm thành phố không xa. Thành phố Vinh còn là đầu mối giao thông quan trọng giữa miền Bắc và miền Nam. Khách đi du lịch theo tuyến Quốc lộ 1 ngày càng tăng, lượng du khách đến với Nghệ An theo đó cũng tăng.
Thành phố Vinh từ lâu đã hấp dẫn du khách bởi một quần thể khu du lịch với những nét đặc trưng tiêu biểu của một đô thị xứ Nghệ. Đến với thành phố Vinh, du khách có thể tham gia vào nhiều loại hình du lịch như: du lịch nghiên cứu, du lịch sinh thái, nghỉ dưỡng.
Cách thành phố Vinh 120 km về phía Tây Nam, Vườn Quốc gia Pù Mát thuộc huyện Con Cuông, nằm trên sườn Đông của dải Trường Sơn, dọc theo biên giới Việt Lào. Nơi đây có một số loài động vật, thực vật quý hiếm cần phải được bảo tồn nghiêm ngặt như: sao la, thỏ vằn, niệc cổ hung và một số loài thực vật như pơ mu, sa mu, sao hải nam... Nơi đây đã được UNESCO đưa vào danh sách các khu dự trữ sinh quyển thế giới với tên gọi Khu dự trữ sinh quyển miền tây Nghệ An. Đến Diễn châu, du khách rẽ về phía tây theo đường 7 về Đặng Sơn thăm Di tích lịch sử quốc gia Nhà thờ họ Hoàng Trần do gia đình cụ Hoàng Quýnh - Nguyễn thị Đào xây dựng lại năm 1884 - gắn với cơ sở hoạt động thời kỳ 1930-1945 hoặc ra thăm Bãi Dâu Ba Ra.
Hiện nay, nhiều tổ chức bảo vệ môi trường thế giới cũng như trong nước, đang có các dự án để bảo tồn và phát triển vườn quốc gia Pù Mát, khu bảo tồn thiên nhiên Pù Huống tạo thành khu du lịch sinh thái hấp dẫn.
Khu du lịch Cửa Lò là điểm du lịch biển hấp dẫn với bãi cát trắng mịn chạy dài gần 10 km, thông ra Hòn Ngư, Hòn Mắt, Đảo Lan Châu e ấp ven bờ như một nét chấm phá của bức tranh thủy mạc. Tất cả đã tạo ra cho Cửa Lò có một sức hấp dẫn mạnh mẽ với du khách thập phương.
Khu du lịch Bãi biển Diễn Thành nằm tránh trung tâm thành phố Vinh khoảng 40 km. Đây là bãi biển nổi tiếng tại Diễn Châu (Nghệ An) với bãi cát trắng, sóng biển dịu êm, mang vẻ đẹp hoang sơ và vô cùng thơ mộng. Bên cạnh đó, hải sản tại đây cũng vô cùng tươi ngon và giá thành khá rẻ, thu hút hàng nghìn lượt du khách đến vui chơi tắm biển giải trí.
Mường Lống, nơi được mệnh danh là Sapa của xứ Nghệ hay Đà Lạt của xứ Nghệ là điểm dừng chân yêu thích của các phượt thủ. Đặt chân tới đây, du khách không những được hòa mình vào khung cảnh thiên nhiên tuyệt đẹp, giữa biển mây bồng bềnh, chiêm ngưỡng những ngọn núi cao nhất thế giới mà còn có cơ hội tìm hiểu những nét đẹp văn hóa của người dân bản địa vô cùng thú vị.
Nghệ An còn là nơi có nhiều món ăn ngon, đặc sản nổi tiếng: cháo lươn Vinh, cơm lam, nhút Thanh Chương, tương Nam Đàn, cam xã Đoài... là những sản phẩm du lịch có sức cuốn hút khách du lịch quốc tế và trong nước.
Với nhiều lắm những danh lam thắng cảnh, hệ thống di tích, văn hoá phong phú về số lượng, độc đáo về nội dung, đa dạng về loại hình, Nghệ An đang là miền đất hứa, là địa chỉ du lịch hấp dẫn đối với du khách.

### Xã hội
Ngày 27/11, trong kỳ họp lần thứ 9 Ủy ban Liên Chính phủ Công ước UNESCO về bảo vệ di sản văn hóa phi vật thể diễn ra tại Pháp, Tổ chức Giáo dục Khoa học và Văn hóa của Liên hiệp quốc đã chính thức công nhận dân ca ví, dặm Nghệ Tĩnh của Việt Nam là Di sản văn hóa phi vật thể đại diện của nhân loại.

## Thành phố kết nghĩa
- Tỉnh Quảng Ngãi (1961)

Nghệ An có nhiều thành phố kết nghĩa trên khắp thế giới, nhiều thành phố trong số này là thủ đô của các quốc gia tương ứng:
| - Tokyo, Nhật Bản (1979) - Beograd, Serbia (1980) - New York, Hoa Kỳ (1980) - Lima, Peru (1983) - Washington, D.C., Hoa Kỳ (1984) - Madrid, Tây Ban Nha (1985) - Rio de Janeiro, Brasil (1986) - Île-de-France, Pháp (1987) - Köln, Đức (1988) - Algiers, Algérie (1989) - Amman, Jordan (1990) - Ankara, Thổ Nhĩ Kỳ (1990) - Cairo, Ai Cập (1990) - Jakarta, Indonesia (1992) - Riga, Latvia - São Paulo, Brasil | - Islamabad, Pakistan (1993) - Băng Cốc, Thái Lan (1993) - Buenos Aires, Argentina (1993) - Kiev, Ukraine (1993) - Seoul, Hàn Quốc (1993) - Amsterdam, Hà Lan (1994) - Berlin, Đức (1994) - Bruxelles, Bỉ (1994) - Hà Nội, Việt Nam (1994) - Moskva, Nga (1995) - Ulyanovsk, Nga - Bắc Kinh, Trung Quốc (1995) - Gauteng (Johannesburg và Pretoria), Nam Phi (1998) - Ottawa, Canada (1999) - Canberra, Úc (2000) - Athens, Hy Lạp (2005) - Bucharest, România (2005) - Budapest, Hungary (2005) | - La Habana, Cuba (2005) - Manila, Philippines (2005) - Addis Ababa, Ethiopia (2006) - Astana, Kazakhstan (2006) - Helsinki, Phần Lan (2006) - Luân Đôn, Anh Quốc (2006) - Tel Aviv, Israel (2006) - Wellington, New Zealand (2006) - Lisboa, Bồ Đào Nha (2007) - Tirana, Albania (2007) - Doha, Qatar (2008) - Santiago de Chile, Chile (2008) - San José, Costa Rica (2009) - Caracas, Venezuela (2010) - Dublin, Ireland (2011) - Copenhagen, Đan Mạch (2012) - Luanda, Angola (2021) |